# Rieskrater-Museum

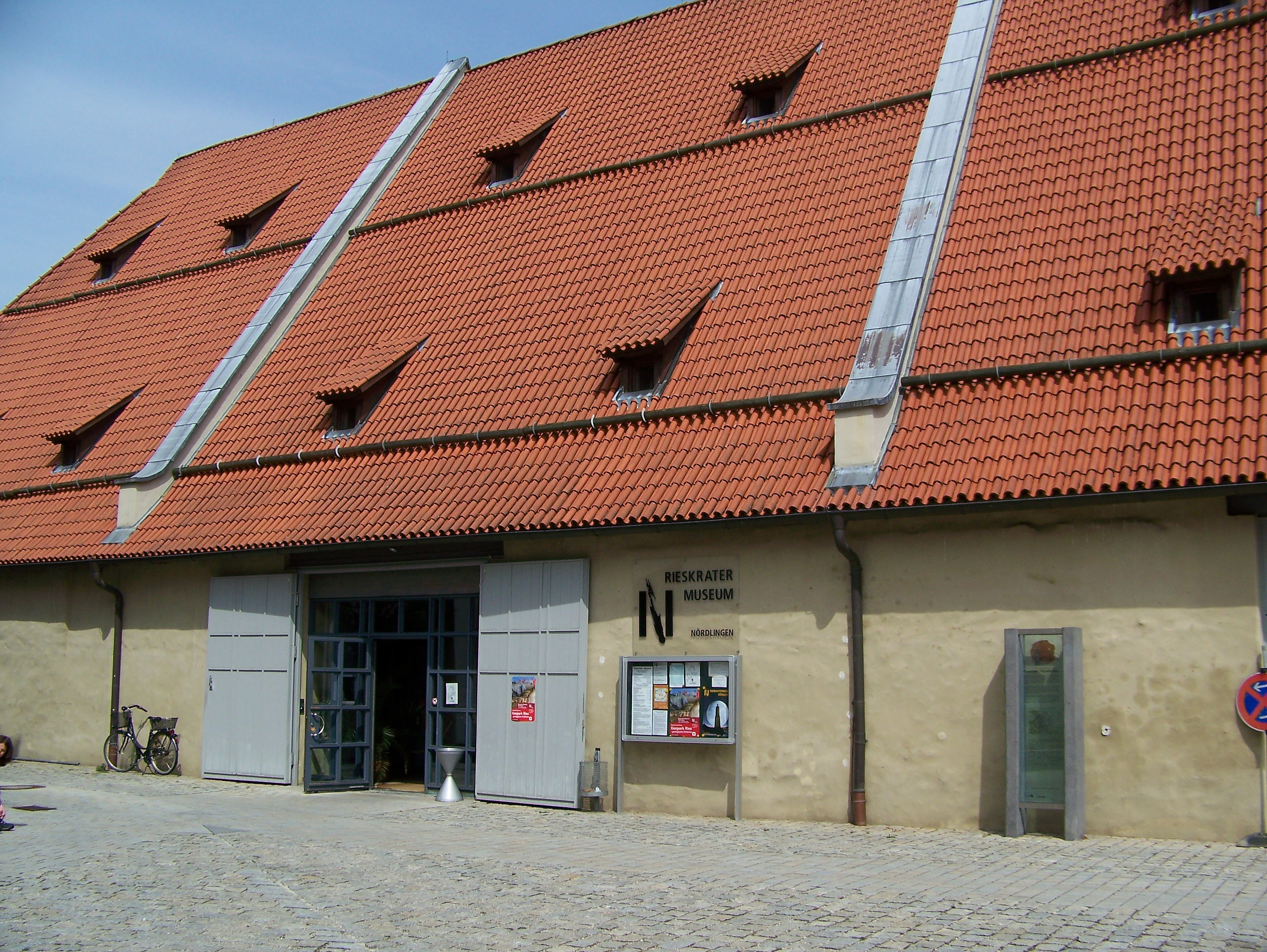
Rieskrater-Museum Nördlingen

Das Rieskrater-Museum (Eigenschreibweise RiesKraterMuseum) ist ein geologisches Spezialmuseum in Nördlingen. Es befasst sich mit dem als Ries-Ereignis bekannten Asteroideneinschlag, durch den vor etwa 15 Millionen Jahren das Nördlinger Ries entstanden ist. Das Museum in städtischer Trägerschaft gehört zum Verbund der Staatlichen Naturwissenschaftlichen Sammlungen Bayerns. Es wurde auf Initiative des Vorsitzenden des Vereins Rieser Kulturtage Wulf-Dietrich Kavasch eingerichtet und am 6. Mai 1990 eröffnet.

## Gebäude
Das Museum befindet sich im sogenannten Holzhofstadel, der um 1503 im Holz- oder Bauhof des Heilig-Geist-Spitals errichtet wurde. Der eingeschossige Massivbau mit Schopfwalmdach ist ein geschütztes Baudenkmal. Das lange Zeit als Lagerhaus genutzte Gebäude wurde zwischen 1985 und 1990 umfassend saniert und im Inneren durch statische Verstärkungen und Einbauten für die Museumsnutzung vorbereitet. 

## Ausstellung

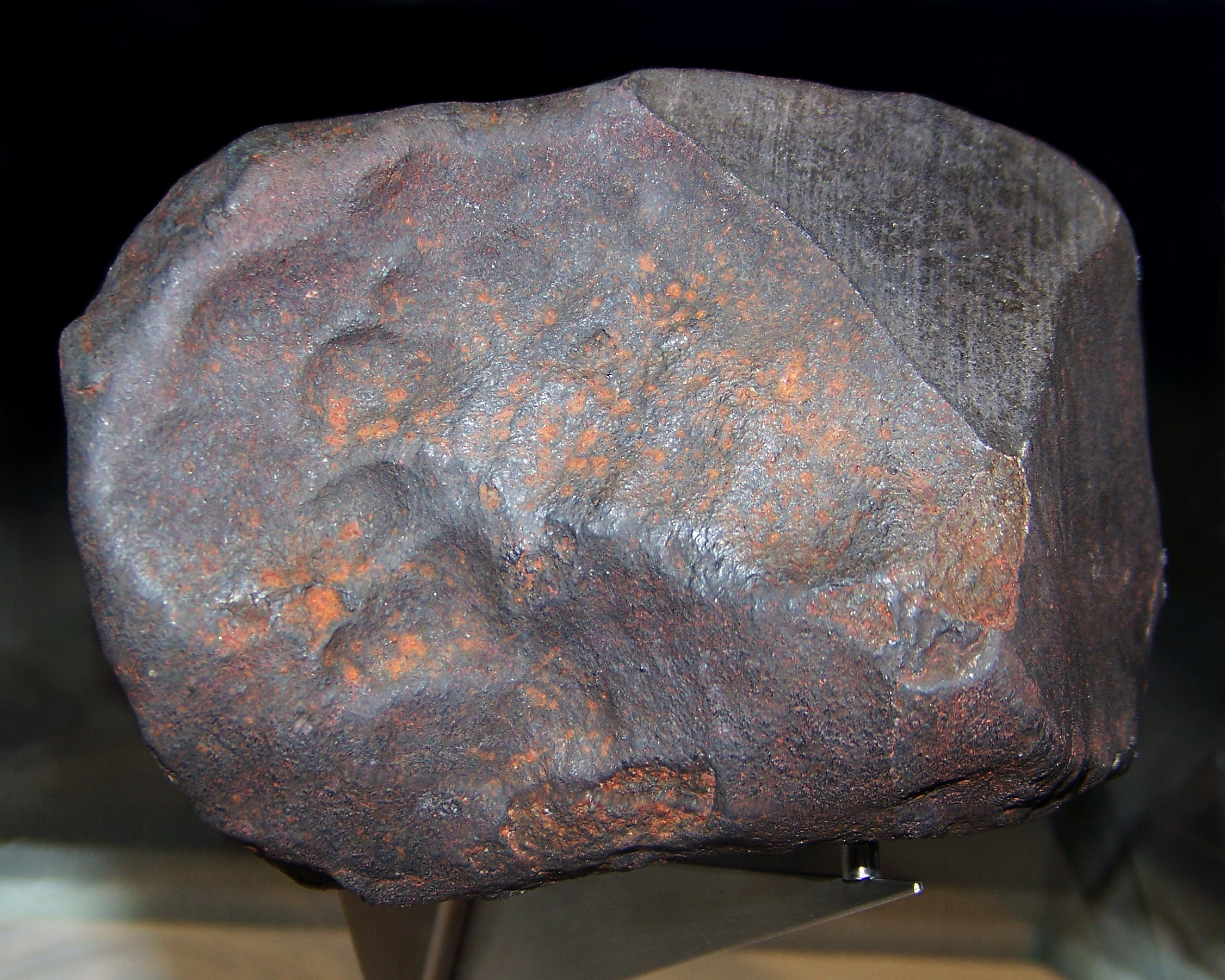
Meteoritenfragment Neuschwanstein I (1705 Gramm)

Der Rundgang durch sechs Themenräume vermittelt einen Überblick über die planetologischen Ursachen, das Einschlaggeschehen selbst und seine geologischen und ökologischen Auswirkungen, die bis heute sichtbar sind. Im Eingangsbereich ist der Rieskrater im Luftbild und als Geländemodell zu sehen. Im anschließenden Raum wird die Bedeutung kosmischer Kollisionen für die Entstehung unseres Sonnensystems ebenso erklärt wie die Eigenschaften von Kometen und Asteroiden. Aufgefundene Meteorite geben Aufschluss über Herkunft und Zusammensetzung der Einschlagkörper. In der Ausstellung sind Meteorite verschiedener Stoffgruppen zu sehen, darunter der Erstfund von 2002 des Neuschwanstein-Meteoriten.
Im Obergeschoss zeigen Schaubilder und Experimente, wie beim Einschlag (Impakt) in wenigen Sekunden ein Einschlagkrater entsteht und durch Druck und Temperatur Impaktgesteine gebildet werden. Dabei können winzige Diamanten entstehen, wie die polarisationsmikroskopische Aufnahme eines Suevit-Dünnschliffs zeigt.
Im Mittelpunkt der Ausstellung steht der Asteroideneinschlag vor rund 15 Millionen Jahren, den die Besuchenden vom stilisierten Kraterrand aus in einer Videoanimation beobachten können. Daneben sind verschiedene Impaktgesteine aus dem Ries zu sehen, beispielsweise Bunte Breccie und der auch als Schwabenstein bezeichnete Suevit mit eingelagerten Glaskörpern. Schautafeln und Exponate zeigen, wie geophysikalische und mineralogische Forschung die Riesentstehung rekonstruierte.
Ablagerungen und Fossilien zeugen von der Existenz des nach dem Einschlag entstandenen Kratersees, der fast zwei Millionen Jahre bestand. Die Riesebene entwickelte sich zu einer intensiv genutzten Agrarlandschaft. Seit dem Mittelalter fand das Impaktgestein Suevit als Baumaterial für Profan- und Sakralbauten Verwendung, beispielsweise beim Bau der Nördlinger St.-Georgs-Kirche.
Im Dr.-Wolfgang-Märker-Raum wird die Rolle von Kollisionskatastrophen für die Entwicklung des Lebens auf der Erde thematisiert. Ein Zeitband veranschaulicht die Erdgeschichte seit ihrer Entstehung vor rund 4,6 Milliarden Jahren. Neben dem Ries-Ereignis ist der vielfach stärkere Asteroideneinschlag bei Chicxulub in Mexiko vor etwa 65 Millionen Jahren bekannt, der zu einem Massensterben in der Tier- und Pflanzenwelt führte. Seit Beginn der Riesforschung vor über 200 Jahren gab es unterschiedliche Theorien zur Rieskrater-Entstehung. Nachdem man lange Zeit einen vulkanischen Ursprung angenommen hatte, bestätigte 1960 der Nachweis des Hochdruckminerals Coesit die Impakttheorie.
Die US-Weltraumbehörde NASA nutzte die geologischen Gegebenheiten im Ries zur Ausbildung von Astronauten für die Apollo-Mondlandemissionen. Am Ende des Ausstellungsrundgangs ist eine Impaktbreccie von der Mondoberfläche zu sehen, die große Ähnlichkeit mit dem im Ries vorkommenden Suevit aufweist. Das 164 Gramm schwere Fragment eines während der Apollo-16-Mission geborgenen Mondgesteins wurde dem Museum als Dauerleihgabe überlassen.
Im Umfeld des Museums befinden sich ein geologischer Lehrgarten und ein Informationszentrum des Geoparks Ries, der das geologische Naturerbe stärker als zuvor der Öffentlichkeit zugänglich machen soll.